# District de Tomata
Le district de Tomata (苫田郡, Tomata-gun) est un district de la préfecture d'Okayama, au Japon.
Au 1er février 2015, sa population était de 12 946 habitants pour une superficie de 419,68 km2 et une densité de population de 30,8 habitants au km2.

## Commune du district
- Kagamino